# Кріпацькі театри і оркестри в Україні
Кріпацькі театри і оркестри в Україні — історичний етап розвитку музичної і театральної культури на теренах Україні кінця 17 — середини 19 ст.

## Історія коротко
Українські землі в складі Речі Посполитої та Російської імперії мали власну музичну культуру, не відокремлену від музичної і театральної культури країн Західної Європи.
У 17 столітті музичні інструменти в Україні переважно використовували як супровід співу. Окреме місце посідали «троїсті музики», що виконували музику для танців. Але під впливом відкриттів в музичній культурі Європи, поширюється і виконання суто інструментальних композицій. Підтвердженням цього стануть музикантські організації — «музикантські цехи». Так. статут музикантського цеху з 1677 р. отримала спілка музикантів у Києві. З тогочасних джерел відомо, що музичний цех в Києві мав значний вплив на музичне життя в місті і став своєрідним монополістом у наданні музичних послуг і київському магістрату, і київським багатіям. Члени цеху навіть вибороли тільки собі право виконувати музику на різних приватних урочистих заходах. Це було не що інше, як спроба позбавити заробітку конкурентів, якими були українські мандрівні музи́ки.
У добу рококо (перше рококо середини 18 ст.) виникають і перші музичні цехи, що поєднували як музик-виконавців, так і майстрів музичних інструментів. Подібний цех існував в місті Кам'янець-Подільський, майстри якого виробляли скрипки для місцевих потреб.
У другій половині 18 століття виникає прошарок магнатів і вельмож, що мають пристрасть до музики та театру європейських зразків і готові витрачати кошти як на створення садибних оркестрів, так і садибних, кріпацьких театрів. Оркестранти супроводжують музикою урочисті зустрічі, свята, бали. Почалася великопанська доба розвитку музичної та театральної культури в Україні. Перший етап тої доби засвідчив у власних дослідженнях Якоб Штелін (1709–1785).
Від 1751 року дійшли згадки про музичну капелу при дворі вельможі Кирила Розумовського (1728–1803). Диригентами капели Розумовського тоді були Карл фон Лау (чех за походженням) — відомий ще як валторніст, та українець Андрій Рачинський. Зажила слави кріпацька капела села Заньки тодішньої Чернігівської губернії, яку вважали найкращою в краї (її керівником був поміщик Костянтин Адосовський, батько Марії Заньковецької).

## Період поширення кріпацьких оркестрів
По виходу у відставку багатьох дворян згідно з указом імператора від 1762 року про дворянські вольності, розпочався етап швидкої розбудови панських садиб. Найбагатші облаштували і кріпацькі театри. І хоча оркестри і кріпацькі театри виростали на ґрунті феодального за характером примусу і панської забави, музичну культуру в краї це підвищувало. Серед відомих на той час кріпацьких оркестрів були такі:
- в селі Вишеньки Петра Рум'янцева-Задунайського
- Лопухіна в Києві
- А. Будлянського поблизу Стародуба
- П. Галагана в садибі Сокиринці
- А. Іллінського в Романові
- Станіслава Щенського-Потоцького в місті Тульчин
- К. Розумовського в місті Глухів та в Яготині[1].
- Кріпацький струнно-духовий оркестр поміщика Олексія Будлянського (капельмейстр Джоакіно Альбертіні) в селі Срібне на Чернігівщині[3].

Перебування України в складі Російської імперії не сприяло сталому і безперервному розвитку музичної культури на місцях. Відомих виконавців силоміць переводять в столичні міста імперії, як то було в життєвих долях низки акторів, музикантів і композиторів (українців за походженням або тісно пов'язаних з нею), серед яких Березовський Максим Созонтович  (1745–1777), Бортнянський Дмитро Степанович (1751–1825), Щепкін Михайло Семенович (1788–1963) та інші.

Скульптор Інна Коломієць. «Пам'ятник М. Березовському в Глухові»
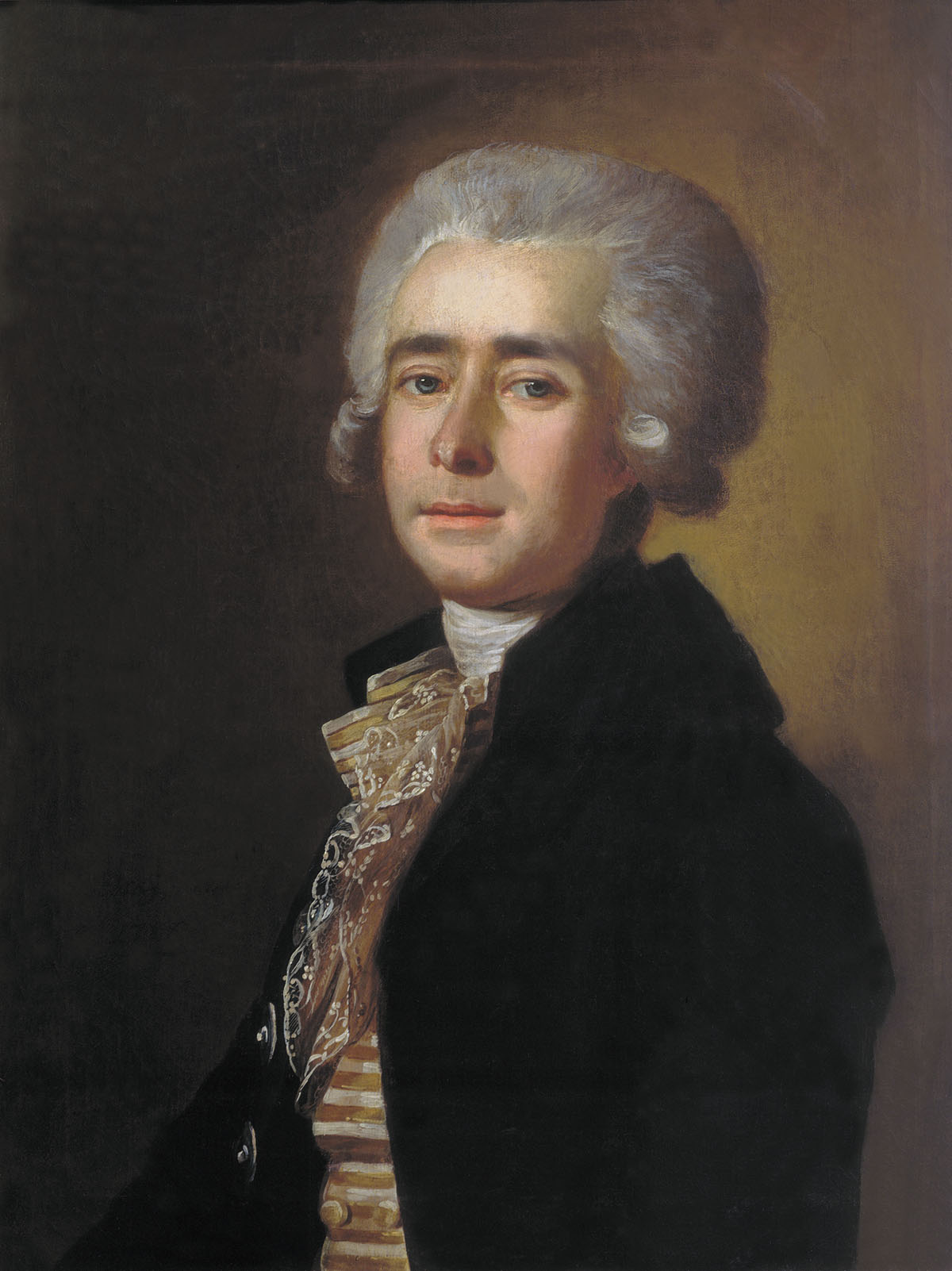
Худ. М. Бельський. «Дмитро Бортнянський», 1788 р.
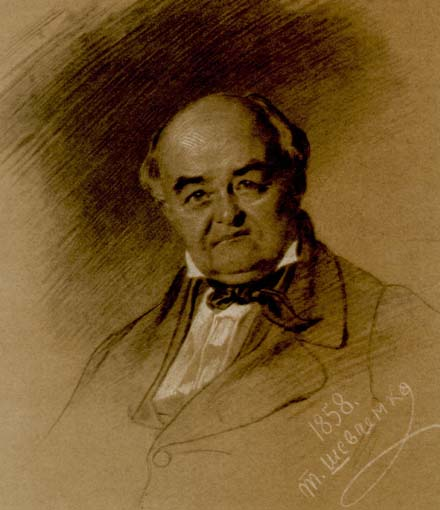
Портрет актора М. Щепкіна виконаний Шевченком

## Нотна бібліотека садиби Яготин
Особливістю садибної бібліотеки Яготина стала нотна збірка. Вона була покажчиком матеріального статку володаря і мала значну грошову і мистецьку вартість. Ноти того часу виготовляли трудомістким засобом гравіювання, тому коштували надзвичайно дорого. Дозволити собі мати нотну бібліотеку могло лише обмежене коло магнатів, серед яких був і Кирило Розумовський. Знаючи про рідкісні видання нотної бібліотеки, володар дав наказ створити каталоги. Саме каталоги, а не інвентарний опис, бо не збирався ні продавати бібліотеку, ні комусь дарувати. Склад нотної бібліотеки з часом мінявся, бо надходили доповнення і по смерті графа, і нові рукописні копії потрібних нот, що коштували значно дешевше.
Нотна бібліотека садиби Яготин — стала унікальним явищем на землях Лівобережної Україні як втілення важливих досягнень та нездійсненності багатьох обіцянок доби просвітництва. Мистецька вартість музичної бібліотеки із садиби Яготин набуває надзвичайної значущості і через знищення садиб на землях Лівобережної Україні, і через розпорошення садибних колекцій, якщо ті були збережені, і через вивіз великих панських бібліотек в російські центри, як були вивезені приватні бібліотеки з садиб України Старий Мерчик чи Воронцовського палацу в Криму — до Москви.
На тлі масового розпорошення приватних бібліотек за часів СРСР, неконтрольованого продажу видань за кордоном радянською фірмою «Міжнародна книга», котра десятиліттями розпродавала бібліотеки державні, церковні чи монастирські, приватні, царські і садибні, музичній бібліотеці із садиби Яготин майже «пощастило». Неповну, недосліджену, практично покинуту в садибі, її встигли вивезти 1918 року в Київ і призабули майже на 80 років.

## Кріпацький театр Дмитра Ширая
Своєрідним конкурентом вельможі Розумовського став поміщик Дмитро Ширай в тодішній Чернігівській губернії, куди входили сучасна Чернігівська область України та Білгородська область Росії, розділені за часів СРСР. Д. Ширай створив кріпацький театр в селі Спиридонова Буда, де задіяв понад 200 кріпаків-акторів в балетних та оперних виставах, мав хор та оркестр. Театр Ширая мав на меті отримання прибутку для володаря, тобто був різновидом кріпацького виробництва. Але комерційне спрямування театру не перешкоджало Д. Шираю запрошувати на репетиції педагогів-хореографів, відомих театральних декораторів із Москви та Санкт-Петербурга. Розділ за часів СРСР колишньої Чернігівської губернії адміністративно відокремив село Спиридонова Буда від України, що розташоване нині в Білгородській області, але її музичну історію слід розглядати як спільне культурне надбання обох країн.
Менш відомі кріпацькі театральні колективи в садибі Качанівка та в селі Озерки Кобиляцького повіту, де поміщик Гавриленко збудував театральний зал. На жаль, збережено мало відомостей про тогочасний репертуар або ж відомості є лише за окремі роки.

## Занепад і зникнення
Професійне зростання музичної культури і виконавського рівня спричинило занепад кріпацьких оркестрів, капел і театрів. У другій третині 19 століття кріпацькі оркестри і театри використовують і кріпаків, і вільних виконавців. Кріпацькі колективи і театри занепадають, а їхні представники або відходять від виконавства, або звільняються й переходять в міста. Кріпацькі театри і оркестри остаточно зникають після скасування кріпацтва 1861 року.